# Лієлупе
Ліє́лупе (латис. Lielupe ˈli.e.lu.pe латиською букв.: Велика річка, лит. Lielupė, нім. Kurländische Aa) — річка в Латвії, друга за значенням водна артерія країни. В перекладі з латиської її назва означає «Велика річка».
Довжина 119 км. Площа басейну 17,6 тисяч км².
Утворюється злиттям річок Мемеле та Муса. Протікає Середньолатвійською низовиною. Впадає в Ризьку затоку (один із рукавів — у річку Даугава).
Середня витрата води в середній течії — 57,2 м³/с.
На річці Лієлупе розташовані міста Єлгава та Калнціємс, а в нижній її течії, на березі Ризької затоки — місто-курорт Юрмала.